# Jean-Baptiste Le Moyne de Bienville
Jean-Baptiste Le Moyne de Bienville (Montreal, 23 de febrero de 1680 - 7 de marzo de 1767) fue un colonizador y gobernador de la colonia francesa de Luisiana. Era un hermano menor del explorador Pierre Le Moyne d'Iberville y fue también llamado Sieur de Bienville.

## Exploración en el Nuevo Mundo
Jean Baptiste Le Moyne era hijo de Charles Le Moyne, nacido en Longueil, cerca de Dieppe, y Catherine Primot (conocida también como Catalina Thierry), nacida en Rouen, ambas ciudades en la provincia de Normandía. Charles Le Moyne se estableció con su familia en la ciudad de Ville-Marie (actual Montreal) a una edad temprana y tuvo catorce hijos en total. A la edad de diecisiete años, Bienville se unió a su hermano Pierre Le Moyne d'Iberville en una expedición para establecer la colonia de Luisiana. Bienville exploró el litoral del Golfo de México, descubriendo las Islas Chandeleur en la costa de Luisiana, así como Cat Island y Ship Island frente a las costas de lo que hoy es el estado de Misisipi antes de moverse hacia el oeste para navegar hasta la desembocadura del río Misisipi. Finalmente, la expedición se aventuró hasta llegar a lo que hoy es Baton Rouge y río Falso. Antes de regresar a Francia, Iberville estableció el primer asentamiento de la colonia de Luisiana, en abril de 1699 como Fort Maurepas o Viejo Biloxi (en la actual Ocean Springs, Misisipi), y nombró a Sauvolle de la Villantry como el gobernador con Bienville como teniente y segundo al mando.
Tras la salida de Iberville, Bienville realizó otra expedición por el río Misisipi y tuvo un encuentro con barcos ingleses en lo que hoy es conocido como Inglés Turn. Al enterarse de este encuentro, a su regreso, Iberville ordenó a Bienville establecer un asentamiento a lo largo del río Misisipi en la primera tierra firme que pudo encontrar. Cincuenta millas río arriba, Bienville estableció Fort de la Boulaye.

## Gobernador de Luisiana
Después de la muerte de Sauvolle en 1701, Bienville ascendió al cargo de gobernador del nuevo territorio para el primero de sus cuatro gobiernos. Por 1701, sólo 180 personas permanecieron en la colonia; el resto había muerto a causa de la desnutrición y las enfermedades. Bienville fue gobernador por un total de 30 años.

## Cofundador de Mobile
Entre las recomendaciones de su hermano, Bienville trasladó la mayoría de los colonos a un nuevo asentamiento en lo que hoy es Alabama en el lado oeste del río Mobile, llamado Fort Louis de la Mobile (o "Mobille"). También estableció un puerto de aguas profundas cerca de Dauphin Island para la colonia, como la bahía de Mobile y el río Mobile eran demasiado poco profundos para buques de navegación marítima. La población de la colonia fluctuó en los próximos años. En 1704, en parte, debido al miedo a que la confraternización de los soldados franceses con mujeres nativas puedan conducir a un conflicto, Bienville hizo arreglos para la importación de veinticuatro mujeres jóvenes francesas. Por tradición las jóvenes fueron seleccionados de conventos, aunque la mayoría eran probablemente de familias pobres, y viajaron al Nuevo Mundo con sus posesiones en pequeños troncos conocidos como casetes, por lo que son conocidos en las historias locales como Las chicas casquette en la tradición temprana y por la traducción en inglés de las niñas ataúd en la tradición posterior.
Las jóvenes se presentaron en la casa de Bienville bajo el cuidado de su ama de llaves, una mujer franco-canadiense conocida como Madame Langlois (Por la tradición era una prima viuda de Bienville y sus hermanos, pero no hay confirmación de esto). Madame Langlois había aprendido de las tribus nativas locales las artes de la cocina de productos locales e impartió este conocimiento a sus cargos en lo que generalmente anunciaba como el origen de la cocina criolla. Los nombres y los destinos de la mayoría de las niñas Casquette es incierto, pero al menos algunas permanecieron en la colonia con soldados franceses casados según lo previsto; el primer nacimiento registrado de un niño blanco se produce en 1705.
La población de la colonia fluctuó durante la próxima generación, mayor a 281 personas por 1708 descendió a 178 personas dos años más tarde debido a la enfermedad. En 1709, una gran inundación se desbordó sobre Fort Louis de la móvil: como consecuencia de esto y los brotes de enfermedades, Bienville ordenó moverse río abajo hasta el actual sitio de Mobile, Alabama. En 1711 se construyó otro Fort Louis. Por 1712, cuando Antoine Crozat se hizo cargo de la administración de la colonia por cita real, la colonia contaba con una población de 400 personas. En 1713, un nuevo gobernador llegó de Francia, y Bienville se trasladó al oeste, donde, en 1716, estableció Fort Rosalie en el actual sitio de Natchez, Misisipi. El nuevo gobernador, Antoine Laumet de La Mothe, sieur de Cadillac, no duró mucho debido a la mala gestión y la falta de crecimiento de la colonia. Él fue llamado a Francia en 1716, y Bienville nuevamente tomó el mando como gobernador, al servicio de la oficina por menos de un año hasta que el nuevo gobernador, Jean-Michel de Lepinay, llegó de Francia. Lepinay, sin embargo, no duró mucho debido a renunciar al control de Crozat de la colonia y el cambio en la administración de John Law y su Compañía de las Indias. En 1718, Bienville nuevamente fue gobernador de Luisiana, y fue durante esta legislatura que Bienville estableció la ciudad de Nueva Orleans, Luisiana.

## Fundador deLa Nouvelle-Orléans
En 1717, Jean-Baptiste Le Moyne de Bienville dirigió una expedición francesa a Luisiana, fundando la villa de La Nouvelle-Orléans (luego Nueva Orleans), en honor al regente el duque de Orleans. Fue el arquitecto Adrien de Pauger quien diseñó su planificación en una retícula de calles en ángulo recto (como Le Vieux Carré).

## Fundador de Biloxi
En 1719, durante la Guerra de la Cuádruple Alianza (1718-1720), Bienville había traslada la capital de Luisiana, desde mobile cerca del frente de batalla con los españoles de Pensacola, de vuelta a Fort Maurepas (Viejo Biloxi). Sin embargo, debido a los cambiantes bancos de arena, el asentamiento se movió a través de Biloxi Bay para fundar Nueva Biloxi (o Nouvelle-Biloxi o "Bilocci"), en 1719. Después de la mudanza, Fort Maurepas fue quemado (es la costumbre francesa para evitar el re-asentamiento de las fuerzas enemigas ). Asimismo, durante 1719, Nueva Orleans había sido inundado por completo (6 pulgadas o superior), con la constatación de que un terreno más alto o diques serían necesarios para el puerto interior de ese Crescent City. El consejo de gobierno quería mantener la capital, en el Golfo de México, en Biloxi. Sin embargo, el suelo arenoso torno que la agricultura en Biloxi sería complicado, y las tormentas también cambiaron arenas en el puerto de Biloxi, mientras que el sitio de Nueva Orleans podría ser considerado un puerto de aguas profundas, más cerca de las tierras agrícolas. Finalmente, en junio de 1722, Bienville comenzó movió la capital a Nueva Orleans, completando el movimiento en agosto de 1722. El año 1723 fue el primer año completo con Nueva Orleans como capital de la Luisiana francesa.

## Guerra contra los Chickasaw
En 1725, Bienville fue llamado a Francia. Salió de la colonia en manos de Pierre Dugué de Boisbriant, siendo sucedido por Étienne Périer. Bienville reanudó su gobierno en Luisiana en 1733. Este último mandato sería de conflictos, cuando las relaciones con los Chickasaw se deterioraron. Bienville inmediatamente comenzó a planificar una ofensiva de dos puntas. Él ordenó al Gobernador del Distrito de Illinois Pierre d'Artaguette con toda la fuerza disponible de esa zona para reunirse con él en el país Chickasaw, y lanzar un ataque coordinado. En el evento, Bienville llegó tarde. Así d'Artaguette atacó de forma independiente el 25 de marzo de 1736 y fue aplastado. Después de semanas de preparación, Bienville atacó desde el sur el 26 de mayo, y el mismo fue rechazado sangrientamente. Humillado, Bienville organizó una segunda campaña y reunió sus fuerzas en Chickasaw Bluff en 1739. Los Chickasaws pidieron la paz y Bienville firmó un tratado de paz en abril de 1740. Después de dos campañas de caer en lo que va debajo de las expectativas, Bienville pidió que se lo releva de sus funciones como gobernador.
A la espera de un nuevo gobernador , Bienville ayudó a establecer un Hospital de la Caridad que había sido dotado por un marinero llamado Jean Louis. También dirigió un esfuerzo de alivio cuando dos huracanes azotaron la costa del Golfo en el otoño de 1740. El nuevo gobernador llegó en 1743, y Bienville navegó de vuelta a Francia. Sin embargo, incluso en Francia, hizo lo que pudo para ayudar a la colonia que había trabajado tanto tiempo para construir, buscando, sin éxito, evitar la transferencia de la colonia de Francia a España. Bienville murió en París en 1767.
- Datos: Q55266
- Multimedia: Jean-Baptiste Le Moyne de Bienville / Q55266